# Поларна светлост
Поларна светлост (лат. aurora polaris) је светлење ноћног неба, обично у поларним зонама. На северу се назива ’аурора бореалис‘ (лат. aurora borealis), а када се јави на Јужном полу ’аурора аустралис‘ (лат. aurora australis). Пошто су обе ауроре истог порекла научници појаву називају ’поларна аурора‘ (лат. aurora polaris — „северна зора“). Име ’северна зора‘ је настало од утиска који се стиче при појави ауроре, посебно гледано из Европе — на северном хоризонту се указује црвенкаста светлост као, на истоку, у зору, пред излазак сунца.

## Механизам настанка ауроре
Данас је познато да аурору изазивају електрони са енергијама у опсегу 1—15 keV, тј. електрони који су убрзани напоном од 1000  до 15.000 V. Светлост настаје када се ти електрони сударају са атомима у горњим слојевима атмосфере, обично на висинама 80—150 km. У светлу преовлађује емисија атомског кисеоника — зеленкаста линија на 557,7  и (нарочито код електрона ниже енергије и на већим висинама) тамноцрвена линија на 630,0 nm. Обе линије потичу од забрањених прелаза атомског кисеоника са енергијских нивоа који су (у одсуству судара) стабилни чиме се објашњава споро паљење и гашење (0,5—1 s) аурориних зракова. Многе друге спектралне линије такође су заступљене, нарочито оне молекулског азота, и оне се пале и гасе много брже, откривајући прави динамички карактер аурора.
Ауроре такође могу да се опазе у ултраљубичастом (UV) делу спектра, што се посебно добро региструје из свемира (али не и са земље јер атмосфера апсорбује UV зраке). Свемирска сонда „Полар“ је регистровала аурору чак и у подручју X-зрака.

## Облици ауроре и магнетизам
Аурора се јавља или као „дифузно светљење“ или као „завеса“ која се шири у правцу исток-запад. Понекад се образују „мирни лукови“ а некада се светлост непрекидно мења на небу („активна аурора“). Свака завеса се састоји од бројних паралелних зракова, усмерених у правцу локалног магнетног поља што наводи да је аурора условљена Земљиним магнетским пољем.

## Учесталост појављивања
Појава поларне светлости везана је за магнетне буре које су опет повезане са једанаестогодишњим циклусом активности сунчевих пега. Такође је уочено да до геомегнетних бура најчешће долази у време равнодневице, дакле у рано пролеће или јесен што је помало загонетно јер активност на половима нема много везе са годишњим добима.

## Сунчев ветар и магнетосфера
Норвешки истраживач Кристијан Биркеланд је 1916. први предвидео постојање Сунчевог ветра. Претпоставио је да су Сунчеви зраци и позитивног и негативног наелектрисања. Фредерик Линдеман је 1919. претпоставио да са Сунца долазе протони и електрони. Тридесетих година 20. века научници су претпоставили да Сунчева корона има температуру од неколико милиона степени. Британски математичар Сидни Чапман је педесетих израчунао својства гаса на таквој температури и закључио да се топлота кроз корону мора протезати у простору још даље од Земље. Немачки научник Лудвиг Бирман се такође педесетих заинтересовао за чињеницу да комета увек има реп супротно од Сунца. Бирман је закључио да Сунце емитује сталну струју честица, која потискује кометин реп.
Еуген Паркер је 1958. тај феномен прозвао „Сунчев ветар“. Паркер је показао да иако је Сунчева корона јако привучена Сунчевом гравитацијом, да је она тако добар проводник да је још увек врућа на великим удаљеностима. Пошто гравитација опада са удаљеношћу од Сунца, спољна коронарна атмосфера надзвучном брзином бежи у међузвездани простор. Паркер је послао свој rad у Астрофисицал Јоурнал, али двоје рецензената су му одбили рад. Рад је ипак прихватио Чандрасекар (добитник Нобелове награде за физику 1983. године).
Совјетски сателит Луна 1. је јануара 1959. први пут мерио јачину сунчевог ветра. Користили су сцинтилационе бројаче и гасне јонизационе детекторе. Мерење су три године касније поновили Американци користећи Маринер 2. Паркерова теорија није могла објаснити убрзање брзог ветра. Прву нумеричку симулацију Соларног ветра у Сунчевој корони користећи магнетохидродинамичке једначине извели су Пнеуман и Кноп 1971.
Касних деведесетих ултраљубичасти коронални спектрометар, који се налазио на СОХО (Соларној и хелиографској опсерваторији) свемирској опсерваторији омогућио је да се види да је подручје убрзања Сунчева ветра у поларним подручјима Сунца и нађено је да је убрзање много јаче од онога које би се очекивало само од топлотног ефекта. Паркеров модел је предвиђао да се бег Сунчева ветра дешава на 4 сунчева радијуса, али мерења показују да се дешава на једном сунчевом радијусу изнад фотосфере. То говори да постоји додатни механизам убрзања сунчева ветра.

## Ауроре на другим планетама
Аурора је опажена и на Јупитеру и Сатурну, планетама чија су магнетска поља много снажнија од Земљиног. Покреће их, као и на Земљи, Сунчев ветар. Јупитерови месеци, посебно Ио, такође узрокују снажне ауроре које се јављају због електричних струја дуж силница магнетског поља између ротирајуће планете и месеца који кружи око њега (динамо учинак). Ио (који има активни вулканизам и јоносферу) је посебно снажан извор ауроре; његове струје емитују и радио-таласе, откривене 1955.
Недавно је поларна светлост откривена и на Марсу; због недостатка јаког магнетског поља, раније се веровало како је то немогуће.

## Историјски значајни догађаји
Године 2017, дошло је до открића јапанског дневника из 1770. године који приказује ауроре изнад древне јапанске престонице Кјота сугерише да је олуја можда била 7% већа од догађаја у Карингтону, који је утицао на телеграфске мреже.
Ауроре које су настале као резултат „велике геомагнетне олује“ 28. августа и 2. септембра 1859. године, међутим, сматрају се најспектакуларнијим у новијој забележеној историји. У документу Краљевског друштва од 21. новембра 1861, Балфур Стјуарт је описао оба аурорална догађаја као што су документована магнетографом који се снимљен у Кју опсерваторији и успоставио везу између ауроралне олује од 2. септембра 1859. и догађаја Карингтон-Хоџсоновог бљеска када је он приметио је да „Није немогуће претпоставити да је у овом случају наша светиљка ухваћена на делу.“ Други аурорални догађај, који се догодио 2. септембра 1859. године, био је резултат (невиђеног) избацивања короналне масе повезаног са њом са изузетно интензивним Карингтон-Хоџсоновом белом сунчевом бакљом 1. септембра 1859. Овај догађај је произвео ауроре толико распрострањене и изузетно сјајне да су виђене и извештене у објављеним научним мерењима, бродским дневникима и новинама широм Сједињених Држава, Европе, Јапана и Аустралија. Њујорк Тајмс је известио да је у Бостону у петак, 2. септембра 1859. године, аурора била „толико сјајна да је око један сат обична штампа могла да се чита при тој светлости“.. У петак, 2. септембра, један сат по источном времену би било 6:00 ГМТ; магнетограф за самоснимање у опсерваторији Кју је снимао геомагнетну олују, која је тада била стара један сат, у пуном интензитету. Између 1859. и 1862. Елајас Лумис је објавио серију од девет радова о Великој изложби аурора 1859. у American Journal of Science где је дискутовао извештаје о ауроралним догађајима широм света.

### Мултимедија
- Amazing time-lapse video of Aurora Borealis – Shot in Iceland over the winter of 2013/2014.
- Popular video of Aurora Borealis – Taken in Norway in 2011.
- Aurora Photo Gallery – Views taken 2009–2011.
- Aurora Photo Gallery – "Full-Sky Aurora" over Eastern Norway. December 2011.
- Videos and Photos – Auroras at Night.
- Video (04:49) – Aurora Borealis – How The Northern Lights Are Created.
- Video (47:40) Архивирано на веб-сајту  (4. октобар 2009) – Northern Lights – Documentary.
- Video (5:00) – Northern lights video in real time
- Video (01:42) – Northern Light – Story of Geomagnetc Storm (Terschelling Island – 6/7 April 2000).
- Video (01:56) (Time-Lapse) − Auroras – Ground-Level View from Finnish Lapland 2011.
- Video (02:43) (Time-Lapse) − Auroras – Ground-Level View from Tromsø, Norway. 24 November 2010.
- Video (00:27) (Time-Lapse) – Earth and Auroras – Viewed from The International Space Station.